# 界王
界王（かいおう）とは、鳥山明の漫画『ドラゴンボール』、およびそれを原作としたアニメ作品などに登場する架空のキャラクターたち。本項ではその上に立つ界王神、並びに界王に関連する他の神々についても併せて解説する。

## 概要
『ドラゴンボール』の作品世界において、宇宙を管轄する神々。全ての宇宙を統べる全王、その下に各宇宙の破壊を司る破壊神と各宇宙の創造を司る界王神、その下に各宇宙の東西南北の銀河を見守る界王がいる。全王を支える存在として大神官、破壊神の従者として天使が存在し、大神官は序列としては破壊神と界王神の上に位置するが、破壊神の従者として活動している天使は各人、界王神や界王への態度が微妙に異なっており具体的な序列は不明。『ドラゴンボール』作中の世界観は、全部で12の宇宙があることと、原作漫画の舞台であった主人公の孫悟空たちが住む宇宙は、その中の「第7宇宙」であることが『ドラゴンボール超』で明かされ、別の宇宙の界王神などが登場した。宇宙で起こる様々な出来事は、各宇宙を担当する界王や界王神たちによって中立的な立場で見守られ続けている。

### 界王・大界王
各宇宙の銀河を見守る神。1つの宇宙は東西南北の4銀河に分けられており、それぞれを4人の界王が見守っている。4人の界王を統べる存在として大界王がいる。第10宇宙の界王神ゴワスによって、界王神と同じ創造神としての役目も担っていることが判明している。
作中では最初に登場した北銀河の界王は、当初は単に「界王」と呼ばれており、全宇宙の頂点に立つ存在とされていた。だがその後、他にも界王と呼ばれる人物が担当する宇宙により数人いるほか、界王の上に立つ存在である界王神が登場したため、便宜的にこのように呼ばれるようになった。また、これらの設定が登場して以降の物語（『超』）においても、劇中で界王と呼ばれるのは基本的には北銀河の界王を指すことが主である。

### 界王神・大界王神
各宇宙の創造を司る神。破壊神と対をなす創造神として星や生命を見守り育む。破壊神とは命が連動しており、片方が死亡するともう片方も命を失う。聖地・界王神界で暮らし、宇宙全体を見守り、育む役割を担う。界王を統べる大界王のさらに上に位置する存在で、実力は誰もがフリーザ程度の相手なら一撃で倒せるほどの実力を持つ。界王と同じく界王神も1つの宇宙に、東西南北の界王神4人とそれを統括する大界王神の合計5人が存在する。だが、悟空らが住む第7宇宙の界王神は、約500万年前、東の界王神を除く4人はいずれも魔人ブウによって吸収、あるいは殺されている。また『超』では12ある宇宙の界王神は（シンと15代前の2人いる第7宇宙以外）1人ずつしか登場していない。界王と同じくその役目は「星や生命の創造、そして見守ること」にあり、「宇宙の均衡を崩すほどの危険事態への、力による対処」の方は破壊神がその役目を担う。しかし、作中では破壊神ビルスの長期睡眠癖が原因で、魔人ブウの対処には界王神が直接出向くこととなった。
キビトのように「界王でも界王神でもない従者」も存在し、彼らも界王や大界王より地位が高い。界王神の従者になるには儀式を受ける必要がある。界王神の従者であるキビトやザマス、漫画版『超』のトランクスには界王神をサポートするための「復活パワー」と呼ばれる体力を回復する能力を身につけているが、界王神に昇格したら使えなくなる。
下記の通り、界王神は本来、界芯星の界樹の金色の実から生まれた特別な芯人からのみ選出される、あるいは界王神界で最初から界王神として植物のように生えてくると設定されているが、『ドラゴンボール超』に登場するザマスは、その類稀なる才能から特例で界王の役職から界王神候補に選ばれている。
基本的には温厚な人物が多いが、第9宇宙の界王神のように気性が荒々しい者もいる。また、次期界王神として選ばれ界王神ゴワスの弟子になった後、殺害したゴワスのポタラを着けて界王神になったザマスは、正義感が強すぎて残虐で身勝手な数々の行為に走ったが、破壊神として界王神には安易に手出しすることはできないビルスは、界王神見習いという立場を考慮し、ゴワス殺害の決定的な証拠が見つかるまで現代のザマスには手出しができなかった。

### 破壊神
各宇宙の破壊を司る破壊の神。各宇宙に1名ずつ存在しており、従者として天使を従えている。全員が界王神とは比較にならないほどの凄まじい戦闘力の持ち主で、漫画版『超』では破壊神同士の試合が行われたが、その戦闘速度は傍で観覧していた悟空ですら全く捉えることができなかった。加えて各宇宙の破壊神は特殊能力を持っており、例外無く宇宙を滅ぼすほどの力などを秘めているが、全王はその破壊神を変える権限を持っている。破壊神の地位は界王神と同格だが、ビルスのように界王神の上位者のように振る舞う破壊神も存在し、界王神との個人的な関係は各宇宙によって異なる。ただし、ウイスいわく「ビルス含む破壊神は総じて凶暴」とのこと。
界王神とは異なり、各宇宙の住人から人種を問わず選出されている。資格は極めて高い戦闘能力を有しており、さらに厳選された資質を持つ者。第7宇宙であれば孫悟空かベジータが該当するが、作中現在では両者共に破壊神となることは固辞している。また漫画版『超』ではビーストへの覚醒を果たした孫悟飯も考慮されたが、真面目な性格のため破壊はできないだろうと候補からは外されている。
宇宙のバランスを保つためには界王神と界王による創造、破壊神による破壊がどちらも必要とされる。宇宙の均衡を乱す星や生命の破壊が仕事であり、神々の中でも直接手を下すことが許されているのは全王と破壊神のみとされる。破壊のエネルギーを食らえばどんな者であろうと無事では済まず、あの世に行くことすら叶わず存在を破壊される。また、他の者にその力を分け与えることも可能。なお、不死身となった存在相手では破壊は通用しないが、それ以外に対処手段を持ち得ているとのこと。界王神とは命が連動しており、界王神が死ぬと破壊神も命を失う。これを知る者はごく一部であり、神でもかなり上位の者に限られる。“未来”トランクス編でゴクウブラック（＝ザマス）はこれを利用し、全宇宙の界王神を殺害すると同時に対となる破壊神を全て消滅させている。
名前の読みは「はかいしん」だが、『超』のオープニングテーマ『限界突破×サバイバー』では「はかいじん」と呼ばれている。

### 全王
全宇宙の頂点に君臨する神。絶対的な「消滅」の能力を有する。その「消滅」の範囲は、単体や悪人、星や銀河の他に、宇宙そのものを消すことも可能で、超ドラゴンボールを使って不死身となったザマスさえも彼の前では無力と化す。また宇宙が消滅した無の空間であっても生命維持には全く支障がなく、これらの能力の絶大さ故に本人が戦うことはない。
ウイスが言うには以前は「18」の宇宙が存在したが、全王の機嫌を損ねて6つの宇宙が消されたとのこと。全ての宇宙の最高神に位置するため、界王神や破壊神はもちろん、大神官を含めた天使でさえも全王に逆らうことは許されない。
純粋で崇高ながらも娯楽主義的な幼い思考で行動する一方で、力の大会の優勝者が私欲のみの願いを叶えた場合には参加した宇宙全てを消滅させようと思案していたことが、大会の決着直後に明かされている。破壊神の入れ替えなどの権限を持っているが、他の神々と違って直接宇宙の管轄などは行っていない。どれほど宇宙が乱れていても秩序のために行動を起こすことはないが、破壊神と同様に星や生命に直接手を下すことができる神でもある。

### 天使
破壊神に仕える従者。ガイドとも呼ばれ、全王側から各宇宙に派遣されている存在。全王に仕える大神官1名と各宇宙の破壊神に仕える12名がおり、その他に見習い天使が存在する。職務から私生活まであらゆる面で破壊神のサポートに徹し、中には界王神をも見守っている天使もいる。常に中立であり、善悪どちらかに肩入れすることはないが、掟の範囲内であれば行動の制限は設けられていない。戦闘能力は圧倒的な力を持つ破壊神を軽く凌駕している。
全員が精度の高い"身勝手の極意"を習得している上に、瞬間移動は行わないが生身で宇宙空間を超々光速度で移動することができる。この他にも様々な特殊能力を有しており、杖で相手の傷・体力の回復や食糧の収容、全宇宙のあらゆる情報のリアルタイムでの取得と調査、死者の蘇生と惑星破壊、さらには時間を操ることすら可能である。しかし戦闘行為を固く禁じられており、稽古以外で戦うことは許されず、稽古以外の戦闘を行った天使は、掟を破ったとして跡形もなく消滅する。これは天使が消えてなくなる唯一の事例とされている。ただし、天使の力ではなく下界の武器を使った戦闘なら掟には抵触しない。なお、力の大会で敗れた宇宙の担当天使だったとしても、全員無条件で全王の消滅から免除される待遇と受けていた。
大神官は天使全員の父親であり天使の内でも最強であること、天使姉弟の内で最年長者なのは第10宇宙のクスであることが判明している。天使は仕えている破壊神が死ぬと新たな破壊神が誕生するまで機能を停止する。全王の格付けによる4つの上位宇宙は総じて神々が優秀なため、天使はあまりやることがないという。そのようなレベルの高い宇宙は、逆に天使の方が界王神や破壊神から学ぶ側になるという。

## 登場人物

### 界王とその従者（第7宇宙）
北の界王 / 北銀河の界王
声 - 八奈見乗児（Z - 改、超第2話 - 第12話）、龍田直樹（超第14話以降）
北の宇宙を担当する界王。登場当初は単に「界王」と呼ばれ、全宇宙の頂点に立つ存在とされていた。作中で界王とだけ表記する場合の多くは彼のことを指している。
体色は薄い青色で太目の体型をしている。長い触角状のものがついた黒い帽子と丸いサングラスを着用。シャレなどのギャグが好きで趣味はドライブ。戦闘力は3500。彼の修行を受ける条件はシャレで笑わすことで、当人いわく「相当なレベルのシャレでなければ笑わない」が、実際はありきたりなダジャレで笑っている。また自分のシャレに興味を示さない相手に対しては「性格が悪い」として機嫌を損ねる。はるか銀河の彼方の様子を見たり、自身を介して全宇宙に声を伝えるテレパシーのような能力を持つ。地獄の入口から「蛇の道」を果てしなく進んだところに浮かぶ、地球の10倍の重力を持つ界王星でバブルスと2人暮らしをしており、アニメではグレゴリーも含めた3人暮らしになっている。料理の腕前は、悟空からは「あんまり美味くない」と評されたが、ヤムチャたちからは「美味い」と評された（『ドラゴンボールZ』のみ）。
かつて閻魔大王に武術の指導をした経験を持ち、自身も高い戦闘力を持つが、地球に来襲する2人のサイヤ人であるベジータとナッパは自分よりも強いと語っており、立場上の問題もあるため戦線に加わることはなかった。本編では、サイヤ人との戦いに備えて界王星を訪れた孫悟空に界王拳と元気玉を伝授し、サイヤ人との戦いで死亡したヤムチャ、天津飯、餃子、ピッコロの指導も行った。ただし、フリーザについては恐れを抱いており、彼らにも「フリーザには絶対に関わるな」と念を押した。
セルゲームで悟空が自爆寸前のセルを界王星に連れてきたためにセルの自爆に巻き込まれ死亡し、セルゲーム後のドラゴンボールの願いで生き返ることが可能だったが、悟空に付き合うためにあえて死んだままになった。ただし、元々あの世で暮らしていたため、死んでも頭上に輪がついただけで生前と変わりなく生活している。魔人ブウ戦の終盤においては、元気玉の気を集めるために地球人全体に呼びかける手助けをした。
アニメ『ドラゴンボールZ』では、死んでいることについて他の界王に馬鹿にされるシーンがあり、後に「北の界王死んじゃった記念」という不謹慎な名目であの世一武道会が開催された。そのため、他の界王たちと口論したり啀み合ったりする時も頻繁にあった。また、劇場版『ドラゴンボールZ 銀河ギリギリ!!ぶっちぎりの凄い奴』では他の3人の界王とともに凶悪な銀河の無法者だった「ヘラー一族」の生き残りを封印していたが、自身が死亡したため、その封印が解けたというエピソードも描かれた。
劇場版第18作『ドラゴンボールZ 神と神』では、界王星がかつては大きい星だったが、破壊神ビルスがかくれんぼで負けた腹いせに現在の大きさになるまで破壊したことが語られた。セルに破壊される前の大きさに復元しており、「この大きさがお気に入りなんですね」とウイスに言われている。また、ビルスを「強さの次元が違う」と恐れていた。
『ドラゴンボール超』では、自分の能力を使えば壊れた家や車を簡単に直せるものの、暇つぶしのために自分の手作業で直している。神龍が出てくるたびに自分たち（北の界王、バブルス、グレゴリー）が生き返るのを少しだけ期待していたが、いつまで経っても生き返らせようとしないため（悟空がすっかり忘れていた）、次に神龍を呼んだら必ず生き返らせるよう悟空に言っているが、超ドラゴンボールのありかを聞き出すために神龍を呼び出した際も忘れられていて生き返ることはなかった。漫画版ではナメック星のドラゴンボールでセルに破壊された界王星の再生を願う様子が描かれており、前よりも大きい星で専用のレーシングサーキットやゴージャスな家をつけ、重力10倍もやめにしようとしたが、それだと修行にならないから前と同じでいいと悟空が勝手に願ったため、界王星は以前とまったく同じ形に再生された。
『ドラゴンボールGT』では第1話に登場し、究極のドラゴンボールによって地球に危機が迫っていることを悟空たちに伝える。また、超一星龍戦において悟空が超ウルトラ元気玉の気を集めるために宇宙全体に呼びかける手助けをし、自分の伝授した元気玉が最後を飾ることを喜んでいた。
ゲーム『ドラゴンボールZ 強襲!サイヤ人』および『ドラゴンボールZ 超サイヤ伝説』では原作同様に悟空の修行をつける役として登場し、お助けカードでは使用者の戦闘力を上げる効果を持つ。また、『ドラゴンボール改 アルティメット武闘伝』ではプレイヤーキャラクターとして登場する。
演じた八奈見は当初、どんな性格か見当がつかず、自分が演じるのは無理だと思い、変人と解釈して演じていたが、途中からシリアスな側面を見せ始めたため、真剣そのものの界王をいかに演じ分けられるかをいつも考えていたという。またそんな彼を愛らしく感じ、楽しく演じることができたと語る。
ナメック星編の時期に行われた鳥山明の漫画全般を対象にしたキャラクター人気投票では第17位にランク入りしている。
名前は世界の王から。
バブルス
声 - 龍田直樹（Z）、藤本たかひろ（改以降）　
界王星に住む猿で、北の界王のペット。重い重力に慣れており、すばしっこい動きを見せるため、界王が悟空への第1の修行として捕まえさせる対象とした。言葉は喋れず「ウッホッホ」と言うのみ。
セルの自爆の巻き添えを受け死亡するが、界王同様に元来はあの世の住人であるため生活に変化はなく、本人も気にしていない様子。
劇場版第14作『ドラゴンボールZ 超戦士撃破!!勝つのはオレだ』では、界王からの伝言で悟空に地獄で暴れているブロリーを退治するように伝えていた。
『GT』にも登場。
ゲーム『ドラゴンボールZ カカロット』では、上等な果物しか口にしないグルメであるとされ、神バナナと呼ばれる果物を好物としている。
名前の由来はマイケル・ジャクソンのペットのチンパンジー「バブルス」。
グレゴリー
声 - 三ツ矢雄二（Z）、沼田祐介（改、超）
『ドラゴンボールZ』第20話で初登場。北の界王の従者。界王星にてもう1人キャラクターが欲しいと、アニメ用に作者がデザインしたキャラクター。バブルス以上に凄まじいスピードで飛び回るバッタに似た生物。界王星に暮らしており、北の界王の身の回りの世話をしている。バブルスを捕まえることに成功した悟空に対し、界王が第2の修行として飛び回る彼をハンマーで叩くことを指示。後にヤムチャたちともこの修行を行うが、約1時間で全員から叩かれる羽目になる。
悟空がセルと自爆した際に界王とバブルス同様に巻き込まれて死亡するが、生活に変化はない。
劇場版第18作『ドラゴンボールZ 神と神』には、原作準拠の設定のために北の界王やバブルスと異なり登場しないが、『ドラゴンボール超』には登場している。『ドラゴンボールGT』にも登場。
アニメオリジナルキャラクターだが、『ドラゴンボール改』にも登場し、修行の場面も収録されている。
ゲーム『ドラゴンボール改 サイヤ人来襲』では、円生樹の森に住む妖精族の出身とされている。
南の界王 / 南銀河の界王
声 - 西尾徳（Z）、中博史（改）
南の宇宙を担当する界王。大柄な体格。性格は落ち着いているが、見栄っ張りで負けず嫌い。悟空の修行中、北の界王に南の銀河の凄い戦士であるというパポイの存在を自慢しに天国を訪れるが、自らの課した合計40tの重りで修行する悟空を見て愕然とし、負け惜しみを言いながら去る。
原作では修行している悟空を見るのが初対面だが、『Z』ではあの世一武道会が行われた時に姿を見ているため台詞が異なる。『改』では、台詞が原作に近い形で修正されている。
西の界王 / 西銀河の界王
声 - 島田敏　
『Z』第195話で初登場。片眼鏡を着用し、サングラスを着用していない唯一の界王。北銀河の界王よりも小さい身体をしている。北の界王を一方的にライバル視しており、彼のギャグを「くだらんジョーク」と言い捨てる他に、セルの自爆で死亡したときには盛大に喜ぶという不謹慎な行動を取っている。ギャンブルが大好き。
東の界王 / 東銀河の界王
声 - 山本圭子　
『Z』第196話で初登場。気が強く、非常に負けず嫌い。北の界王よりさらに太った中年女性のような風貌をしている。レースが趣味であり、悟空のあの世一武道会への出場を賭けて彼と対決した。クラシックボブの金髪は実は帽子と結合した鬘で、地毛は薄毛であることに北の界王たちは驚愕していた。
大界王
声 - 槐柳二　
『Z』第195話で初登場。原作では名前のみ。
大界王星に住んでおり、東西南北4人の界王様の頂点に立つ存在。ジーパンばきにサングラス着用というファンキーで風変わりな老爺。地獄（じごく）の「く」を前に持ってきて「クージゴ」と呼ぶほか、相手を「ちゃん」付けで呼び、閻魔大王も地獄と同じように閻魔の「魔」を前に持ってきて「マエンちゃん」と呼ぶ。作中の戦闘描写はないが、超サイヤ人の悟空を遥かに凌ぐスピードを持つ。セルがフリーザたちを従えて地獄で暴れまわっていることを悟空とパイクーハンに伝え、解決するよう頼んでいた。最近はトレーニングを怠けているため、悟空やパイクーハンとの修行を「疲れるから」という理由で嫌がった。

### 界王神とその従者（第7宇宙）
東の界王神 / シン / ナハレ
声 - 三ツ矢雄二（Z、改）、太田真一郎（超、DAIMA）、小林由美子（DAIMA・ミニ）
第7宇宙の東の宇宙を担当する界王神。太古に繰り広げられた5人の界王神と魔人ブウの決戦での唯一の生き残り。小柄な少年のような姿をしており、非常に真面目で控えめな性格。魔人ブウと闘った5人の界王神の中では最も若く非力だったとされているが、それでも原作におけるフリーザレベルの相手ならば一撃で倒せるだけの力を持ち、超ナメック星人のピッコロを遥かに凌ぐ実力者。テレパシーなどの読心術や金縛り、物質出現能力などの不思議な力も使用できる。また戦闘では掌や眼力によって衝撃波を放ち、この技でブウ（無邪気）の気功波から悟飯を救っている。アニメではピッコロが彼の気配を感じ取り「力が入らない。戦いにくい」と精神的に圧倒されるシーンがある。基本的に下界には干渉せず、人間自身の努力で星のレベルを高めて欲しいと考えている。戦闘能力という視点では人間を観察していない。
約500万年前、仲間の界王神とともに魔導師ビビディが作り出したブウに戦いを挑むが敗北し、その後はビビディたちの動向を調べながら勝機をうかがう。ある時にビビディが自身の休息のためブウを玉に封印すると、すかさずビビディに戦いを挑み倒すことに成功するが、ブウが封印された玉については刺激を与えて封印が解けることを危惧してその場に放置する。やがて封印の玉はビビディの息子である魔導師バビディに奪われ、それに気付いてキビトとともに調査に乗り出す。
エイジ774の5月7日、バビディの手下と目される者らを監視するべく、界王神という身分を隠して第25回天下一武道会に出場する。当初は独特の雰囲気を持つ謎の人物として描かれており、本選一回戦のピッコロとの対戦にて自身との凄まじい実力差を感じ取ったピッコロが棄権を申し出たため一回戦を不戦勝で突破する。後に自らの素性を明らかにして、バビディによるブウの復活を阻止すべく悟空たちに協力を呼びかけ、彼らとともにバビディのもとへ向かうもブウは復活し、やむを得ず孫悟飯とともにブウに立ち向かうも返り討ちにあう。その後はキビトによって救出され悟飯の実力を認めて、界王神界に伝わる伝説の剣であるゼットソードの在り処へと彼を案内する。
前述した通り戦闘力は決して低くないが、初登場時の時点でサイヤ人の戦闘力はさらにその上を行っており、衝撃波でブウに応戦するも太刀打ちできなかったが、ブウとの戦いの際には念力でブウの気弾の威力を軽減して悟飯の命を救った。また、当初の物静かさで威厳のある態度は回を追うごとに影を潜めていき、次第に安全策を取ろうとする描写や狼狽および驚愕する描写が多くなる。ゼットソードに封印された15代前の界王神の存在やドラゴンボールを知らなかった。後に、ポタラでキビトと合体して「キビト界王神」となった。
魔人ブウとの闘いの後年の時系列に当たる『超』では、地球での悟空らと破壊神ビルスの闘いの後、キビト界王神がポルンガに頼んで、元の東の界王神とキビトに分離させてほしいという願いを叶えてもらい、再び2人に戻った。東の界王神とキビト、老界王神の3人で第6・第7宇宙破壊神選抜格闘試合を観戦に来ており、悟空らと再会した。試合終了後、全ての宇宙の頂点に立つとされる全王が突如現れるが、全王の顔は知らなかった。キビトと融合していなくても「カイカイ」の能力で界王神界から全王の王宮へ一瞬で移動することができ、悟空が全王に会いに行く際にその力を使い同行した。その後第10宇宙の界王ザマスが超ドラゴンボールと悟空のことについて聞き出しに来たことをズノーから連絡を受け、それを悟空に伝えて共に第10宇宙の界王神界に向かった。その後、悟空とベジータがゴクウブラックとザマス（未来）のいる未来世界での決戦場へ第10宇宙の界王神ゴワスとともに駆け付け、合体ザマスに対抗すべく悟空とベジータに自身のポタラを貸しベジット誕生に協力する。
漫画版『超』ではビルスの要請で「時の指輪」を使って未来へと渡り、未来におけるザマスの暴虐を確認して揺るがぬ証拠を掴んだ。後に第10宇宙に赴いてゴワスに事情を話し、共に未来世界へと渡って未来トランクスたちを救出、未来の界王神界へ避難させた。ゴワスの温情を仇で返したブラックに怒り立ち向かうもザマスに一蹴されてしまうが、到着した悟空に助けられる。また、かつては大界王神の弟子だったが昇格して界王神になったことが明かされており、昇格した際に界王神に従事する者に備わる復活パワーを失っている。
トランクスがいた未来の世界では、トランクスに指示を与えてバビディとダーブラを倒すことで魔人ブウ復活を阻止できたが、ダーブラとの戦いで命を落とし、対となる破壊神であるビルスも死んだと語られている。トランクスに対しては単に修行をつけていただけではなく、正式にトランクスを弟子入りさせていたことが明かされた。
長らく界王神、または東の界王神と呼ばれ名前は明らかにされなかったが、『超』において他の宇宙の界王神が多数登場したことから、原作で第25回天下一武道会に出場した際に使用した名前である「シン」が本名であったことが判明した。
『ドラゴンボールDAIMA』では、魔人ブウに吸収されたベジットがブウの体内で分離したことから、自ら一度ブウに吸収してもらって体内でキビト界王神から元の2人に分離した。また、デゲスとアリンスという姉弟が魔界にいることと、大魔界出身の「グリンド人」であること、「シン」は魔界の外の世界での名前であり、魔界での本名は「ナハレ」であることが判明した。事件に弟のデゲスが絡んでいることを知り、悟空と共に大魔界へ旅立つ。
『ドラゴンボールZ 真武道会2』では未来世界にて登場。こちらではポタラによる合体はしなかった。
『ドラゴンボールZ Sparking!METEOR』では、一人称が「私」から「ボク」になり則巻アラレのファンであると設定された。
『ドラゴンボールZ カカロット』では、悟飯と会った際に自らがイメージするフルパワー状態のフリーザと戦わせ、その実力を測ろうとする。実力を知った後は、悟飯のような強大な力を持つ者が下界にいるとわかっていたら、もっと早く接触し、フリーザのような悪への対処を任せてもよかったかもしれないと打ち明けた。また、DLC「-TRUNKS- 希望の戦士」では、未来世界でバビディによる魔人ブウ復活の野望を阻むため、ゼットソードを使える者として地球に唯一残った戦士トランクスに助力を乞う。トランクスの修行相手を務め、バビディとダーブラとの最終決戦ではサポートキャラクターとして参戦する。戦闘ではカッチン鋼を飛ばす攻撃を放ってくる。
キビト界王神
声 - 三ツ矢雄二（Z、劇場版第18作、改）、太田真一郎（GT、超）
ポタラで東の界王神とキビトが合体した姿。ポタラの実演として老界王神に言われるがまま合体したが、後から分離不可だと知らされたために当初は狼狽えていた。戦闘力が大幅にアップし、「これなら私も戦えます」と有頂天になるも、「もとが大したことないんだから吸収されるのがオチ」と魔人ブウに吸収されることを老界王神に危惧され戦線には立たず、悟空たちをサポートする役目に徹した。キビトが得意とする瞬間移動も使えるが、体力を使うので弱っていると使えない。アニメでは、悟空の気を溜める時間稼ぎに、追い詰められるベジータの代わりにブウ（純粋）と戦おうとしたが、「お前さんでは時間稼ぎにもならん」と老界王神に止められた。同じポタラで悟空とベジータが合体したベジットとは異なり、性格も声も変わることはなく界王神が主人格となっている。合体後の名前は原作やアニメ本編では「界王神」と呼ばれていたが、アニメのエンディングでは「キビト界王神」、ゲームでは「キビト神」と表記されている。
魔人ブウとの闘いの後年の時系列に当たる『超』では、地球での悟空らと破壊神ビルスの闘いの後、キビト界王神がポルンガに頼み、元の界王神とキビトの2人に分離させてほしいという願いを叶えてもらい、再び2人に戻った。
『GT』では第27話初登場。合体したままであり、第28話でのベビー戦で悟空を窮地から救出するが誤って彼をスゴロク空間に落としてしまう。その後、ベビーの卵を浄化するために必要な超神水が天界の神殿にあることを知り、ベビーに寄生されたデンデとミスター・ポポに追い駆け回されながらも超神水を手に入れトランクスたちを浄化する。大猿アレルギーらしく、大猿に近づくと蕁麻疹が出るとのこと（合体前のどちらかの体質だったのか合体してアレルギーになったのかは不明）。また、超一星龍戦では「早く逃げましょう」と発言し、老界王神に叱られている。また、老界王神からは「キビト」と呼ばれることもあった。

キビト
声 - 青森伸、半田裕典（DAIMA・ミニ）
東の界王神に仕える側近。東の界王神とともに第25回天下一武道会へ出場する。大柄な中年男性のような姿をしており、当初界王神界の者として高慢な態度をとり、超サイヤ人の力も信用しないなど下界の人間を軽蔑していた様子だった。「カイカイ」という呪文で界王神界と下界の星々との間を瞬間移動することを得意とし、他者の回復や服を出現させる特殊能力を持つほか、作中での戦闘描写はないが戦闘力はかなり高く、悟飯も超サイヤ人にならないと苦戦するほどの実力者。しかし、通常時の悟飯が振り回すことのできたゼットソードを持ち上げることはできず、徐々に彼らの驚異的な強さの前に驚く様子が目立つようになり、最終的には悟飯を「すばらしい救世主」と認めている。
バビディの宇宙船を突き止めた際にダーブラに殺されるが、ヤムチャらによる神龍への「今日死んだ者を生き返らせる」願いで蘇生。その後、界王神と再会し悟飯を連れて界王神界に戻り、修行をさせ地球へ送り返した。最後の別れの際には悟飯の依頼で彼の服装を悟空と同じ道着に変えた。その際、「山吹色」のことを「惑星ポポルに生息するカエルのフンの色」と言っていた。ポタラの効能実演のために東の界王神と合体して一心同体となった。
魔人ブウとの闘いの後年の時系列に当たる『超』では、地球での悟空らと破壊神ビルスの闘いの後、キビト界王神がポルンガに頼み、元の界王神とキビトの2人に分離させてほしいという願いを叶えてもらい、再び2人に戻った。東の界王神たちと共に第6・第7宇宙破壊神選抜格闘試合を観戦に来ており、悟空らと再会した。
また、原作やアニメでは戦闘シーンが描かれていないが、漫画版『超』の“未来”トランクス編ではダーブラやザマスと戦うシーンがある。人間に対して少し差別的であるという理由から、ゴクウブラックに関連して「人間嫌いの神はいないか?」とビルスに問われた東の界王神に名前を挙げられてしまった。
『ドラゴンボールZ 真武道会2』では未来世界にて登場。ゲーム版ではほとんど登場せず、出てきても出番が少なかったが『ドラゴンボールヒーローズ』ではプレイヤーカードとして使用でき、東の界王神と合体することが可能。
鳥山明は会話でストーリーを展開しやすくするために界王神に付き人をつけたと語っており、キビトはあえて強面にして実は大したことはないパターンにしたかったという。
名前の由来は「付き人」。
15代前の界王神 / 老界王神
声 - 野本礼三（Z、GT）、岩永哲哉（Zでの青年期）、田の中勇（『ドラゴンボールZ3』〜『レイジングブラスト』）、田中亮一（劇場版第18作、『アルティメットブラスト』、改、超）
現代の東の界王神の祖先。「老界王神」、「大界王神」とも呼ばれることがある。かなりのスケベで、神眼によって女性の着替えや入浴を覗けると公言した。かつては美青年だったと自称しているが、ポタラで魔法使いの老女と合体をし、老人の姿になり様々な能力も身に付ける。しかし約7500万年前に、「やたらめったら強くて悪いヤツ（詳細は後述）」によりゼットソードに封印された。本人いわく「わしの恐ろしさにビビって」とのこと。他空間を鮮明に映し出す水晶玉を持ち、物質出現魔術などの魔術を使える。ゼットソードを振るえるようになった悟飯が、東の界王神いわく「宇宙一硬い金属」というカッチン鋼を試し斬りして折ったため封印から解放される。儀式として腕を上下に振りながら相手の周囲を5時間動き回り、パワーアップに20時間費やす方法で悟飯の潜在能力を限界以上に引き出した。なお、アニメにおけるこの際の奇妙な掛け声は『Z』で声を担当した野本がアドリブで演じたもの。また、悟飯がピンチになった際に、悟空を生き返らせるため自らの命を悟空へ渡して死亡した（封印を解かれた時点で残る寿命は1000年程度にまでなっていた）。だが、元々界王神界にいたため、その場で頭上に輪が付いた状態で肉体ごと復活。その後、ポルンガへの願いで地球の人々とともに生き返り輪が消えた。
本当に凄い人物か悟空に試しにいきなり気弾を撃たれた際は、気弾が直撃して怒り出し、口汚い言葉で罵倒したり、悟飯のパワーアップが済んでいるにも拘らずピンチになるまで、秘密にしておく、など気まぐれな部分も多いが、かなりの知識人でドラゴンボールのことを知っている。ドラゴンボールについては大昔に大自然の混乱を招くものとしてナメック星でしか使うなと注意したことがあり、「自然の摂理を無視した、いわば反則技みたいなもの。真面目なナメック星人だけに許されたもの」と語っており、あまり好意的に捉えてはいない。しかし、デンデの「正しいことに使って何が悪い」という言葉を受け入れ使用を承諾した。
連載終了後の劇場版『神と神』発表後に原作者のコメントで、ゼットソードに封印したのは破壊神ビルスであることが判明した。創造神と破壊神という間柄もあり、もともとあまり仲が良くなかったが、1000年に一度ずつお互いの世界に行って開かれる調整会議で些細なことで言い合いになり、ゼットソードに封じ込められたとのこと。その後『超』の第3話でもビルスにゼットソードに封印されたと老界王神本人が語っている。
『超』では、東の界王神やキビトと共に第6・第7宇宙破壊神選抜格闘試合を観戦に来ており、悟空らと再会した。漫画版によれば、未来トランクスのいた世界ではトランクスがカッチン鋼を試し斬りしようとした際にバビディ、ダーブラとの戦いとなり、武器として使用していたゼットソードがダーブラによって石にされ砕かれ、そのまま消滅させられたため死亡したことが単行本のおまけページにて語られている。
『GT』では第27話初登場。東の界王神にベビーと戦い敗れた悟空を救出させる。魔人ブウ編では超サイヤ人（当初は「スーパーなんとか」と呼んでいた）のことを「邪道」と評していたが、第32話で悟空に巨大な碾き臼をひかせ腰を刺激、悟空の生えかけていた尻尾をスー小五郎の変化した大きなやっとこで引っ張り出し潜在能力を引き出す方法を考え、超サイヤ人4へのきっかけを作る。ドラゴンボールのマイナスエネルギーの存在も知っており、『GT』においては魔人ブウ編でドラゴンボールの使用を躊躇ったのはマイナスエネルギーが大幅に増加してしまうのを恐れたためだったとされている。
ゲーム『ドラゴンボールZ カカロット』ではエンディング後のサブストーリー「約束」にて、ブウ打倒後も果たされず終いだった「ブルマの体を触らせる」という約束を果たすように悟空に要求する。そこでウーロンをブルマに化けさせて身代わりとするも、時間切れで変化が解けてしまい激怒した。追加サブストーリー「老界王神とベジータ夫婦」でも再びブルマの体を要求し、当然ブルマには拒まれたため今度は人工知能を搭載したコピーロボットが寄越されるも音声機能が完成しておらず、ベジータが吹き替えて誤魔化そうとしたものの、すぐに堪忍袋の尾が切れてボロを出したため、またも失敗に終わった。しかしブルマが失敗を見越して悟空に持たせていたエロ本を代わりに差し出し、老界王神の方もそれに喰い付いて一旦は納得した。
大界王神
声 - 辻村真人　
第7宇宙の東西南北4人の界王神の頂点に立つ存在。界王神を統括し、全世界を管理していた。東の界王神いわく「太っているが温和な性格」。500万年前にブウに吸収された結果、ブウは無邪気で太ったブウに変化し、ビビディの制御しやすい性格となった。吸収後の生存は不明だが、吸収されて長年の年月が経ってから悟空らが魔人ブウの体内に潜入した際にはその姿はなかった。現在は大界王神がいないため、東の界王神が代理を務めている。
アニメではブウに殺されそうになった東の界王神を助けてブウ（南の界王神吸収）に戦いを挑み、相手に光を当てて分解し爆破する能力を使うも、再集合したブウの肉片に包み込まれて吸収される。
漫画版『超』の単行本のおまけページでは、東の界王神に「のんびりした人物で、ポタラで合体できることさえ知らなかったかもしれない」と語られている。「銀河パトロール囚人編」では1000万年前に自らの神力（ジンリョク）の大半と引き換えに「星喰いのモロ」の魔力を封印したことが語られている。また、現代に復活したモロとブウが闘っている最中に自身がブウに代わって表に出てきてモロと闘っている。
モロの魔力を封じる「カイカイマトル」を習得してるが、ブウが善と悪に分裂した際に神力が悪のブウに受け継がれたため、ブウ（悪→純粋）の生まれ変わりであるウーブが使え、ブウ（善）は使えなくなっている。
ゲーム『ドラゴンボールヒーローズ』ではプレイヤーカードとして使用可能。アニメではほとんど台詞がなく口調も不明だったが、『ヒーローズ』では温厚で丁寧な口調で話す。
南の界王神
声 - 曽我部和恭（Z）、増谷康紀（ドラゴンボールヒーローズ）、稲田徹（改）
5人の界王神の中で一番強く逞しい。かつてブウ（純粋）に吸収された結果、ブウは大柄で筋肉質な体型に変化した。吸収したブウ（善）をベジータにより引き離されたブウ（悪）がブウ（純粋）に変化する際にもその姿を経由した。吸収後の生存は不明だが、吸収されて長年の年月が経ってから悟空らが魔人ブウの体内に潜入した際にはその姿はなかった。
アニメでは西の界王神のイタズラに困らされ、追いかけ回されていた。また、西の界王神と北の界王神を殺害したブウ（純粋）と戦い、その左腕を引きちぎるが、腕を再生され千切った腕から吸収される。
漫画版『超』の「銀河パトロール囚人編」では1000万年前に大界王神とともにモロと闘い、大界王神がモロの魔力を封印したのを見届けた後、銀河警ら隊にモロを引き渡したことが語られている。
ゲーム『ドラゴンボールヒーローズ』では、プレイヤーカードとして使用可能。『ヒーローズ』のカードの紹介によると、逞しいが穏やかな性格。
西の界王神
声 - 鶴ひろみ　
『Z』第277話に登場。原作では名前が挙がるのみ。『改』では「西の女界王神」と表記。
女性のような容姿をしており、お転婆な側面を持ち南の界王神にイタズラを仕掛けていた。魔導師ビビディ率いるブウ（純粋）と闘い、敗れて戦死する。
ゲーム『ドラゴンボールヒーローズ』では、プレイヤーカードとして使用可能。また『ドラゴンボールZ ドッカンバトル』でもプレイアブルとなっている。
北の界王神
声 - 堀之紀　
『Z』第277話に登場。原作では名前が挙がるのみ。
小柄な肥満体型で初老の容姿をしている。剣を持ってブウ（純粋）と闘うも、敗れて戦死する。
ゲーム『ドラゴンボールヒーローズ』では、プレイヤーカードとして使用可能。勝利台詞からも界王神としては年長らしい。

### 界王神とその従者（第10宇宙）
ゴワス
声 - 後藤哲夫
第10宇宙の界王神。黄色い肌の老人。ザマスの師匠。老界王神のように水晶球で下界の様子を探ることができ、淹れられたお茶の清濁で相手の心情を読み取れる。時の指輪やポタラ、超ドラゴンボールについても知っているなど非常に博識な人物。茶目っ気のある性格で、ザマスにポタラを見せた際、「私と合体して見るか？」と言ったり、また自室のテレビを通して「神チューブ」と呼ばれるもので過去の映像を見ることを楽しみにしており、ザマスにも「神チューバーになろうと思う」と冗談を言っていた。また、お茶とお菓子に目がなく、大福が好物。第7宇宙の界王神や破壊神の付き人であるウイスからは「様」を付けた敬称で呼ばれている。
一方で、人類に対して攻撃的な言動を繰り返すザマスから人間の愚かさを指摘された際には、それが人間というものだ、と説き「滅ぼすのは破壊神の仕事であり、導き見守ることこそが界王神の役目」と諌めている。
優良種を滅ぼそうと決意したザマスにより一度殺害されるが、ウイスの「やり直し」で時間が巻き戻され、ビルスがザマスを破壊したことで生存。この際にウイスからは「今後の弟子選びは力より心で判断してほしい」、ビルスからは「変なのを弟子に取ったらボコボコにする」と釘を刺された。
後に第7宇宙の界王神からブラックと化したザマスの悪事を知り、ザマスを説得するため「時の指輪」を使って未来世界へと渡る。しかし説得は聞き入れられず、悟空とベジータからも「帰った方がいい」と咎められたが、「愚かな弟子の最期を見届ける」として残留。ザマス消滅後はビルスの忠告を受け、新たに増えた時の指輪をしまいながら自分の過ちを悔いた。
漫画版ではビルスの依頼でザマスの悪行を確認した第7宇宙の界王神の証言により、ザマスが事に及ぶ前に本性を現したために殺されることはなかった。その後、やはり未来世界に赴いてブラックとザマス（未来）に説得を試みるものの、両者共に聞く耳を持たれず、凶刃に倒れる。絶命したと思われたが、トランクスの「復活パワー」の影響でかろうじて息を吹き返した。
漫画版でまだザマスが弟子であった頃は「界王神様」とだけ呼ばれていた。『Vジャンプ』掲載時ではウイスに「第10宇宙界王神様」と呼ばれていたが、単行本では呼び名が「ゴワス様」に変更されており、ウイスに名前を呼ばれた際は「久しぶりにその名で呼ばれた」と言っている。また、体は元気だが歳をとったため引退することも考えていた。
宇宙サバイバル編でも再登場。他の界王神と同じく、もはや手遅れと全王に宇宙消滅の撤回を頼むというカイの提案に取り合わなかった。その後、力の大会に向けてザマスのような者を呼ぶわけにはいかないと戦士の選出に困っていたが、破壊神ラムーシに「頭を使いすぎじゃ」と窘められ、ムリチムらを紹介される。
力の大会では第9宇宙に続いて2番目の脱落となるが、自身は覚悟を決めたように潔く消滅した。後に大会で17号が勝利し、超ドラゴンボールの願いによって全員生き返った。
『ドラゴンボール超』公式サイトの「神ちゅーぶ」の項目では、YouTubeにアップされている予告映像がまとめられており、それらの映像はゴワスがアップロードしているという設定になっている。
ザマス
声 - 三木眞一郎
第10宇宙の北の界王で、界王神見習い。黄緑色の肌をした青年。現在は界王としての活動はしておらず、界王神ゴワスの弟子として界王神界で修行を積んでいるが、あくまで界王の地位は保持している。作中では、ビルスに破壊された現代世界のザマス、ゴワス暗殺を成功させた別の歴史を歩むもう一つの現代世界で「ゴクウブラック」となったザマス、未来世界のザマスの3者が登場している。
神こそ全ての頂点に君臨する絶対的な存在と考え、その潔癖すぎる性格と強すぎる正義感ゆえ、争いを起こしてばかりの人類に対して「人間は神の失敗作の生き物であり、この世の忌まわしき存在である！」などと否定的な捉え方をしている。そのせいで自身の計画のためならば手段を選ばず、相手の落ち度を盾に自分の理屈を強引に正当化し、人間はもちろん師匠であるゴワスにも手を掛けるなど非常に冷酷な性格になる。
最強の界王であり、界王はもとより、全宇宙の界王神を含めてもトップクラスの実力を誇る。美しい型に則った武術を使い、攻撃を受け流したり、攻撃には気を纏わせた手刀での斬撃を主に用いる。
「神」が悪になるというザマスの性格設定は鳥山明の原案によるもので、鳥山は「基本的にシンと同じ善だが、あまりにも潔癖でそれが仇になった」と語っている。
現代世界のザマス
第10宇宙の界王神・ゴワスの弟子。類まれな武術の腕前から、第10宇宙の次期界王神候補として取り立てられ界王神界で修行を受けている。実力は超サイヤ人2化した悟空に善戦するほどで、悟空いわく「第7宇宙の界王神様より強い」「いずれはビルス様くらいの神様になる可能性がある」。
人間への不信を薄めようとしたゴワスの勧めで悟空と戦うことになり、善戦するも敗北。神に対しても親しげな悟空の態度を傲慢と捉え、また、悟空の強さに悪い方へと興味を抱き、さらには凶暴で野蛮なババリ人の観察に耐えかねて殺めてしまう。
ゴワスが神チューブで第6・第7宇宙破壊神選抜格闘試合を見ていた時に超ドラゴンボールの存在を知り、第7宇宙のズノーのもとに押し入って超ドラゴンボールや悟空のことについて強引に聞き出す。その後、気の刃でゴワスを殺害して時の指輪を奪い、超ドラゴンボールと時の指輪を用いて人間を滅ぼす計画を実行しようとするも、ウイスの「やり直し」でその証拠を掴まれる。それでも「やり直し」の後にやって来た悟空の言葉から、未来世界において計画が順調に進んでいることを知ったザマスは「なおさら計画を止めるわけにはいかない」として悟空に襲いかかるが、ビルスに阻まれた挙げ句、消滅させられた。ザマスが「破壊」されたために本編の歴史が改変され、2つの歴史に分かれることになる。
漫画版では悟空との手合わせは描かれず、代わりに第10宇宙へ訪問していたキビトと念力をぶつけ合う試合を展開、圧倒して勝利した。「魔人ブウを退治した第7宇宙の界王神とキビトを尊敬している」と語るが、界王神の口から神々を上回る孫悟空という人間の存在を知り驚く。アニメ版ほどの嫌悪感を持っている様子は表立って見せていなかったが、それでも危険視はしていた。そのためアニメ版と異なり、界王神に話を聞かされた後で神チューブで悟空の名を検索しその存在を知る。
名目上最強とされていたモナカではなく悟空に目を付けたことについて「モナカの容姿が気に入らなかったからでは」と悟空に推察されている。単行本のおまけページでは超ドラゴンボールでモナカと体を入れ替えているが、「ぜんぜん弱いではないか」と落胆した様子が描かれている。また、ビルスに破壊される描写が光の粒子となったアニメ版とは異なり、砂状となる演出になっている。
未来世界のザマス
現代世界と同様に、未来世界において界王神・ゴワスのもとで界王神見習いとして修行を積んでいるザマス。いつものようにゴワスにお茶を運んできたところ、現代世界から時の指輪の力でやって来たゴクウブラックがゴワスを殺害した現場を目撃する。ゴワスが消滅した直後、ゴクウブラックが両耳に付けていたポタラのうち右耳に付けていたポタラを左耳に付け、界王神となる。
人間の愚かしさを嘆いていた未来世界のザマスは同じ考えを持つゴクウブラックと同志となり、握手を交わす。その後、超ドラゴンボールに願ったことで不死身の肉体を手に入れた。
ゴクウブラックと共謀して「人間0計画」を実行している。破壊活動はゴクウブラックに任せているが、孫悟空は自分が殺すという約束になっている。
ブラックには及ばないもののかなりの実力を誇り、不死身になったことによりいかなる攻撃も無効化する。ただし、不死身の体を前提とした戦い方に慣れてしまっているため戦闘では隙が多い。
トランクスに魔封波を使用されて封印されかけたが、悟空が現代に封印のお札を忘れてきたためすぐに脱出。神である自身すら未知の技をトランクスが繰り出してきたことで自らが持つ可能性に脅威を感じ、ゴクウブラックとのポタラ合体を敢行した。
漫画版では他の並行世界の視察を行っていたためにゴクウブラックと別行動を取っており、そのため長い間トランクスの前に姿を現さなかった。キビトと同様に界王神に従事する者であるため「復活パワー」を送り込んで対象を治療する回復術を持ち、それを使ってブラックの窮地を救い、その覚醒を促す。力そのものはブラックはおろか未来トランクスにも及ばないが、アニメ版同様に超ドラゴンボールで不死身の肉体を手に入れている。さらに悟空の持っていた仙豆を手元に出現させ、そのまま処分したり、界王神と同じ超能力で悟空の動きを封じて優位に立つなど、神ならではの能力を活用する。ただし、界王神の能力を全て修得しているわけではなく、瞬間移動は使用できない。また悟空たちや人類を探す時の気の感知もブラックに頼るなど、気配の察知能力には長けていない。
全王の存在を認識しており、計画が発覚するのを恐れて早急に地球人を滅亡させた後、別の星へと移動することを提案。悟空との再戦では、悟空が封印のお札と間違えてキャバクラの割引券を持ってきてしまったために封印こそ免れるが、超サイヤ人ゴッドとなった悟空との力の差は明白であり、回復するとはいえ苦痛を何度も味わい徐々に精神的に疲弊、さらに「今のザマス一人で宇宙中の人々を殺し尽くすのは無理」「ブラックの都合の良いように使われているだけ」と図星を指され精神を揺さぶられる。打破できない状況に苛立ちを募らせブラックと仲間割れを起こすが、最後の手段であるポタラ合体を促されると冷静さを取り戻し、合体ザマスへと変化した。後にポタラ合体は解除されたが同一人物同士の合体によって細胞の結合が発生、分離したにもかかわらずポタラ合体の要素を受け継ぎ、再び合体ザマスと化した。
ゲーム『ドラゴンボール ゼノバース2』では、DLCの追加シナリオ「∞の歴史編」でフューによって未来トランクスの助っ人として登場した勇者タピオンに最後に弱まったところを突かれて勇者タピオンの体内に封印された。タピオンの戦闘力が上がっていたこともあり、タピオン曰く「封印から脱出することはない」とのこと。
ゴクウブラック
声 - 野沢雅子
現代世界より約17年後、青年トランクスによって人造人間や魔導師バビディが倒され、平和が訪れた後の地球に突如現れた、悟空と瓜二つの姿をした戦士。一人称は通常時は「わたし」または「オレ」、超サイヤ人ロゼに変身後は常に「オレ」。「ゴクウブラック」は未来世界のブルマによる命名であり、作中ではそれを略して「ブラック」と呼ばれることが多い。
地球に現れた際、「これから『正義』のために地球人を全滅させる」と宣言し、西の都を始めとする地球の都市を壊滅状態に追い込み、トランクスとの約1年の間の戦いの中、未来世界のブルマを含めた多くの未来人を殺害。地球に現れる以前にも、いくつもの星々を破壊し、その星に住んでいた人々も抹殺してきた。
目付きは悟空よりも若干鋭い。服装は、ザマスなどの界王神の従者が着ている服と同型の、アンダーウェアとズボンを黒色にしたものと、同型の白いブーツ。上半身のアンダーウェアの上には従来の羽織のような衣装ではなく、灰色の道着に、帯を赤色にしたものを着ている。また、第10宇宙の界王神ゴワスが身につけているポタラを左耳につけ、界王神のみが使うことが許される神具「時の指輪」を右手にはめている。
悟空と正反対の残忍かつ非情な性格。自分の信念と強さに酔いしれるナルシスティックな一面もあり、悟空本人からは気味悪がられた。
その実力は通常状態でも超サイヤ人2状態のトランクスを凌ぎ、悟空と手合わせしたトランクスは「超サイヤ人3の悟空と同等かそれ以上」と評した。かめはめ波も使用するが、その気の色は黒と紫の禍々しい色に変化している。瞬間移動も可能。攻撃にはザマスと同様、気を纏わせた手刀での斬撃を主に用いる。さらに気の形状を変化させた青龍刀型気剣を使用する。
タイムスリップしたトランクスの気を追跡し、時の指輪の力により時間を超え、悟空らが住む現代世界に襲来。その際、悟空と戦闘するが、時空の歪みによって未来世界に引き戻され、去り際にトランクスが乗ってきたタイムマシンを破壊する。その後も未来の世界を蹂躙し続けたが、もう1機のタイムマシンで未来にやってきた悟空たちと交戦する。
超サイヤ人ブルーを圧倒する力を持つ「超サイヤ人ロゼ」に変身し、気を纏わせた手刀で超サイヤ人ブルー化したベジータを串刺しにし、同じく超サイヤ人ブルー化した悟空を追い詰める。かめはめ波を撃とうとしたところに未来世界のザマスが現れると、攻撃を一度中断し、ザマスと共同して悟空たちに重傷を負わせた。
その正体は、ビルスに破壊されずにゴワスの殺害を成功させた、異なる歴史を歩んだ「もう一つの現代世界」のザマスであった。ビルスがザマスを破壊しても、救われるのはあくまでその時間軸の世界のみで、歴史が分岐した並行世界には影響を与えなかった。
「もう一つの現代世界」では、ザマスはゴワス殺害に成功した後、時の指輪を奪い、超ドラゴンボールの力でかつて自分を打ち負かした悟空と肉体を入れ替えゴクウブラックとなってから、ザマスと体が入れ替わった悟空を殺害し、続けてチチと孫悟天も殺害した。そして時の指輪を使って未来トランクスの世界へ渡り、そこでもゴワスを殺し、未来のザマスと手を組む。未来のザマスに超ドラゴンボールで不死身の肉体を与えた後、自身らの願いが覆されないよう全ての超ドラゴンボールを破壊し、全宇宙の神々を全王を除いて皆殺しにした。
準備を整えたブラックと未来のザマスは、争うばかりで進歩しない人類を一掃し、新たな世界を築く「人間0計画」を完遂させようとしていた。計画へと走った理由の1つは、過去と未来を行き来するという神々のタブーを人間の身でありながら犯し続けたトランクスの存在であると語っている。
元は同じ人物であることもあり、ザマスとのコンビネーションは抜群で、『超』第61話の予告では、「ザマスとブラックの2人が力を合わせると技の威力が何倍にも強化される」と説明されている。その強さの前に、悟空たちは2度も過去に逃げ帰ることになった。
3度目の戦闘ではベジータに一時圧倒されるが、自らも怒りで戦闘力を増大させ、手刀に纏わせた気を引き抜き鎌へと変化させる技を見せた。鎌の斬撃により生じた空間の裂け目から発される紫の煙より自身の分身を大量に作り出し、悟空とベジータを翻弄したが、ザマスが封印されかけたことを知るとポタラの力でザマスと融合する。
漫画版『超』では、バビディとの闘いですでに死亡していた第7宇宙以外の界王神を全て抹殺することで、対となる存在である破壊神も消している。第7宇宙に来た際にはトランクスとバビディたちの対決を遠くから眺めており、界王神が死んで対となるビルスも消滅したことで「一番厄介な第7宇宙の破壊神がいない世界があったとは」と喜んでいた。トランクスの未来世界をターゲットとしたのは、このことと悟空やベジータら地球の戦士たちがすでに死んでいる時間軸であるためとされ、ゆくゆくは全ての並行世界の人間を絶滅させるつもりだった。地球までは破壊するつもりはなく、消去したいのは人間だけであるとも発言している。アニメ版と異なり、最初に未来に赴く時点でズノーから連絡を受けたキビトがザマスの質問の内容を伝えたことでその正体を突き止められている。
悟空の肉体のポテンシャルを十全に引き出せてはおらず、超サイヤ人2までしか変身できなかった上、その状態でも同じ超サイヤ人2のベジータに苦戦を強いられ、あわやという所で未来ザマスに救出される。悟空と体を取り替えた当初は通常の超サイヤ人への変身すらままならない状態であったが、「瀕死から蘇ると大きく力を上げる」サイヤ人の特性を発見。ザマスの復活パワーと合わせてこれを繰り返して強くなり続けており、超サイヤ人2の状態で超サイヤ人ブルー状態のベジータと互角以上に力を上げ、ついには完全にサイヤ人の細胞を我が物としたことで超サイヤ人ロゼへと覚醒した。
悟空の技とザマスの手刀の他、バリヤーや掌から電撃を発して動きを封じる技、ロゼのオーラを纏わせたエネルギー球を使用する。超サイヤ人ロゼとなっても一人称はアニメ版と異なり常に「わたし」のままだが、言葉遣いが荒くなる。
界王神たちの手引きで未来トランクスを逃がした後、未来ザマスの提案を汲んで地球に見切りをつけ、生き残っている地球人たちを殺戮して回る。その途中、これまでの経緯を知っても自分を説得しようとするゴワスに多少の動揺を見せるが、結局は聞き入れずゴワスを三度貫いた。直後に修行を終えたベジータと再戦、超サイヤ人ゴッドから超サイヤ人ブルーのパワーを瞬間的に爆発させる戦法に終始劣勢となり、苛立った未来ザマスを諌めると最後の手段を実行、合体ザマスとなる。合体解除後は未来ザマスと同じく、不死身の肉体を得た上で合体ザマスの姿となった。
鳥山によると、キャラクターの発想は「ニセウルトラマン」や「ニセ仮面ライダー」から。
合体ザマス
声 - 三木眞一郎
超サイヤ人ロゼ化したゴクウブラックと未来世界のザマスが、界王神に伝わる神具「ポタラ」の力を用いて融合し、さらなる進化を遂げた姿。一人称は「我」。外見は双方の特徴を受け継ぎ、髪は白髪でゴクウブラックの髪型にザマスの前髪を加えた形状で、肌の色や顔立ちは元来のザマスのもので、服は界王神の服をベースにゴクウブラックの道着に近い色合いとなっている。アニメ版では声にエコーが掛かり、背中には光輪が顕現する。
ポタラの効果で合体前の2人の力を掛け合わせて飛躍させた絶大な戦闘力を誇り、超サイヤ人ブルー状態のベジットともほぼ互角の強さを持つも、不死身ではないゴクウブラックの肉体と融合したため、合体前にはなかった痛覚を感じるようになり、不死身の特性が不完全なものとなっている。
ダメージを受ける内に、ザマスの複雑な想いを体現した精神的にも肉体的にも不安定な状態に陥り、肉体の中心線から右半分が紫色に変色して溶けたような禍々しい状態（通称「異形化」および「半身崩壊」）に変貌。そこからさらに、己の体に自ら電撃を浴びせると肉体を巨大化し戦闘力を増大させた。この状態では、全身から赤紫色のオーラを発する。
ベジットと互角の戦闘を繰り広げるも、不死身効果の変調もあり次第に押され出す。勝負を決めようとベジットが猛攻を畳み掛け、とどめを刺そうとするもその代償に合体が解けたことで形勢逆転。悟空ら2人をまとめて斬り殺そうとするが、そこに割って入ったトランクスの、悟空やベジータ、そして地球の生存者らの力を集積した気で形成された青色に光り輝く大剣で真っ二つに一刀両断されて消滅した。
それでもなお、神の姿を捨て、自身の存在をおびただしい数の顔を持つ霧状のオーラに変容させて復活。地球全体を覆いつくして宇宙全体へと拡散して世界そのものになろうと画策し、果ては時空を越えた悟空らの現代世界にまで侵食しようとした。悟空、ベジータ、トランクスの総攻撃もまったく通用せず、圧倒的な力で悟空たち以外の未来世界の住人たちを皆殺しにしたが、最期は悟空が呼び出した未来の全王が持つ万物を消し去る力によって未来世界ごと完全に消滅させられた。最後の状態はBlu-ray BOX 特別ブックレットにおいて「無限ザマス」と呼称されている。
漫画版ではアニメ版のように名称のある技は使用せず、従来の念力を織り交ぜた流麗な体術に加えて、物質出現魔術によりいくつものカッチン鋼を生成して武器としている。ワームホールのような異次元を介した遠距離攻撃も可能。また光輪を背負っておらず、大きなダメージを受けても半身が爛れる異形にもなっていない。一方で、ゴワスによれば正式に界王神として認められたわけではないため、同様合体は1時間しか持たないとされている。
超サイヤ人ゴッドの悟空とベジータが知覚できないほどのスピードを見せ、ゴクウブラックを圧倒した戦法を封殺。超サイヤ人ブルーへの変身を活かした正攻法に転じた2人も全く寄せ付けない強さを発揮した。しかし、ポタラ合体で誕生したベジット相手には手も足も出ずに打ちのめされる。とどめを刺される直前でベジットの合体が解けて命拾いし、受けた屈辱を晴らすために執拗に悟空たちを痛めつけ、ベジータの挑発に乗っている間に未来トランクスの復活パワーで全快した悟空と対峙、超サイヤ人ブルーを完成させた悟空と接戦を演じる。思わぬ苦戦に激昂し、かつての信念も捨てて銀河もろとも悟空を抹殺しようとするが、ビルスと同じ技の「破壊」を繰り出されて消滅の危機に陥り、咄嗟にマイを盾にして凌ぐという卑怯な手を使い辛くも勝利した。その直後に合体の制限時間を過ぎたことでポタラ合体が解除され、それに抗っている隙を突かれて未来トランクスの剣に両断された。
だが分離した未来ザマスとゴクウブラックはポタラ無しで再び合体ザマスとなり、新技「ガンマバーストフラッシュ」を放ったベジータによって体をバラバラにされるも、その肉片ひとつひとつが合体ザマスとして復活する。何百人もの軍勢となって悟空たちを包囲し、さらには第12宇宙の界王神から奪ったタイムマシンを所有していることを明かし、過去を含めた全ての並行世界の人類を自滅できると勝ち誇るが、悟空に召喚された全王を目の当たりにすると激しく狼狽。逃走を図ろうとするが全王の力によってアニメ版同様に未来世界ごと消滅した。
合体ザマスの技
いずれもアニメで使用。
裁きの刃（さばきのやいば）
無数の赤い光の刃を降らせる。刃は刺さった後に爆発する。
絶対のいかずち（ぜったいのいかずち）
大きな翼を持つ光の巨人を形成し、その巨人が電撃を放つ。
聖なる逆鱗（せいなるげきりん）
巨大な業火球を作り出して敵へと放つ。
人差指と中指の先端上に火球を形成してから投げつけたり、掌から撃ち出したりと、技のフォームは状況によって一定ではない。
裁きの鉄槌（さばきのてっつい）
『スーパードラゴンボールヒーローズ 宇宙騒乱編プロモーションアニメ』で使用。無数の赤いエネルギー弾を雨のように降らせる。

### 界王神とその従者（その他の宇宙）
アナト
声 - 織田優成
第1宇宙の界王神。青年の姿をしており、常に穏やかな笑みを浮かべている。第1宇宙は全王による格付けが1位の最上位宇宙となっている。
力の大会で、第9宇宙が消滅させられた際、必要な犠牲であるとし負けたからには全ての宇宙のレベルを保つために消えてもらうと割り切っている。また、ヴァドスと同じく孫悟空のおかげでレベルの低い宇宙が生き残りのチャンスを得たと解釈している。しかし、「所詮は人間レベルの低い宇宙同士の戦い、どこの宇宙が優勝しても何も変わりませんがね」と力の大会の出場宇宙を見下している節もある。
ペル
声 - 塩屋浩三
第2宇宙の界王神。小柄な老人の姿をしており、鍛え上げた腕力が自慢。知識を重要視するエアとはそりが合わないため、よく言い争いをする。その姿は南の界王神の上位版らしい。愛にあふれる第2宇宙の乙女たちの闘いにハートを燃やしている。
第6宇宙の戦士の合体を見て、自らも第2宇宙の戦士であるザーブトとラバンラに対して合体するように促し、ポタラを投げ渡したが、直後にケフラによってポタラを壊され、ショックのあまり失神してしまう。消滅する際には戦士たちと共に「愛（ラブ）」と言い残して消滅した。後に大会で17号が勝利し、超ドラゴンボールの願いによって全員生き返った。
エア
声 - 成瀬誠
第3宇宙の界王神。メガネをかけた少年の姿をしている。機械好きな人間の影響を受けており、人間の進化を超えた機械生命体であるロボットたちに寛容。知識レベルに自信を持ち、力自慢のペルとは相性が悪い。そのため、顔を合わせる度に言い争いをしており、クルからは、「実に見苦しい」と言われた。
第3宇宙戦士全員脱落後は、謝罪するパパロニに対して「良くやった」と褒め称え、消滅する間際には「悔いはありません」と潔く受け入れて消滅した。後に大会で17号が勝利し、超ドラゴンボールの願いによって全員生き返った。
クル
声 - 西村知道
第4宇宙の界王神。高身長。神としての強い意識を持ち、尊大な性格。古風な口調で話し、破壊神キテラのことを「キテラ殿」と呼んでいる。公式サイトでは語尾に「おじゃる」とつけるとされているが、作中では使用していない。人間レベルが低い第7宇宙出身の悟空が全王と親しくしていることに疑問を持っている。消滅する際は見苦しさを見せるキテラとは異なり、取り乱さずに消滅した。後に大会で17号が勝利し、超ドラゴンボールの願いによって全員生き返った。
オグマ
声 - 浦和めぐみ
第5宇宙の界王神。小柄で太めの体格をしている。力と知性のバランスを重視しており、治める宇宙の成熟度は高い。穏やかな性格。第5宇宙は全王による格付けが4位以内の上位宇宙の一つ。
力の大会では、もし自分の宇宙が力の大会に出場していたら恐ろしくてたまらないと背筋が凍りそうな思いをしていた。
フワ
声 - 増谷康紀
第6宇宙の界王神。黄緑色の肌で、大柄で太った体型をしている。のんきな性格だが、シャンパいわく心配性で、ケフラが悟空を追い詰めた際にはエキサイティングになる一面もある。口調は丁寧で、シャンパを「お前さま」と呼ぶ。
破壊神シャンパ編では付き人とともに第6・第7宇宙破壊神選抜格闘試合の見学に招かれ、人間と仲良くしている第7宇宙の界王神たちに驚いている。試合では第6宇宙の選手の紹介と自慢話をしたり、老界王神と嫌味を言い合ったりしていた。
宇宙サバイバル編では、カイの招集に応じて界王神会議に出席するが、困ったと言いつつ欠伸を連発するなど、全王に宇宙消滅の撤回を頼むというカイの提案には興味を示さなかった。その後、大会出場者の選抜をシャンパに一任する。シャンパにポタラを貸しており、ケールとカリフラの合体に使用される。第2宇宙と共に失格になった際には「これもまた運命」と潔く受け入れて消滅した。後に大会で17号が勝利し、超ドラゴンボールの願いによって全員生き返った。
『超』第85話にて名前が「フワ」であることが判明するまでは「第6宇宙の界王神」表記でクレジットされていた。
付き人（フワの付き人）

第6宇宙の界王神フワの付き人。青緑色の肌で、痩せた体型をしている。
イル
声 - 森田成一
第8宇宙の界王神。小柄な体格。自らの計画を遂行することに情熱を傾ける計算高い神。第8宇宙は全王による格付けが4位以内の上位宇宙の一つ。力の大会では、悟空と戦うリブリアンを観察し「第2宇宙の戦士の愛、中々レベルが高い」と評している。
漫画版では、手洗いに行っていたために大神官の緊急招集に遅刻しているが、特に咎められることはなかった。
ロウ
声 - 増谷康紀
第9宇宙の界王神。中年の男性の姿。傲慢かつ冷酷な性格で、気性も荒々しく、他の宇宙を見下している。口調も極めて粗暴で、魔人ブウに押されるバジルに対して「第9宇宙に負け犬の居場所はない」と言い放つなど自分の宇宙の選手にも容赦が無く、また破壊神であるシドラにも粗暴な言葉を用いており、そのために破壊神であるビルスや界王神の付き人のキビトから「下品な界王神」や「第9宇宙の程度が知れる」と皮肉られた。一方でシドラと共に通信でフリーザと対面した際には、彼の本質を目の当たりにして狼狽する臆病な一面や「悪党でも守りたいものはあるだろう」と聞くなどの良識のある一面も見せている。また、一人称は「私」だが、激昂すると「オレ」になる。第9宇宙の戦士たちの技やフォーメーションなどに直接的な名前を付けてビルスたちから呆れられているが、当の第9宇宙の戦士たちからは受け入れられている。
全覧試合の直後、第11宇宙の界王神カイの招集に応じて界王神の会議に出席するが、選手を集めるのに忙しいと怒りながらすぐに通信を切った。その後、第7宇宙に刺客を送り込む際にフリーザの記録を神チューブで確認していた。
力の大会では開戦前は第7宇宙を敵視するシドラをなだめる一面を見せるが、戦いが始まると外野から激しい指示を飛ばして戦士たちを応援する。その後、第9宇宙の戦士たちの司令塔となって悟空とベジータを追い詰めるが、最終的には彼らのコンビネーションによって戦士が全員脱落したことにより失格となり、最期は全王の名を叫びながら消滅した。後に大会で17号が勝利し、超ドラゴンボールの願いによって全員生き返った。
漫画版では、破壊の決定した星について「何とか助かる方法はないのか」とシドラに進言するなど、良識的な面が描かれている。
カイ
声 - 村田太志
第11宇宙の界王神。モヒカンをオールバックにした少年の容姿をしている。命を大切に思っており、正義感が強く優しい界王神。物事を何でもポジティブにとらえる性格。負けた宇宙は消滅させられるという力の大会が全王により発案された当初、出場する8つの宇宙全てが生き残る道を探ろうとし、それぞれの宇宙の界王神（出場を免除された宇宙と事の発端となった第7宇宙を除く）を集めて相談を行おうとするが全ての界王神に断られる。力の大会に出場するのは本意ではなかったが、自身の担当宇宙が唯一生き残れるという絶対的な自信を持っていた。
力の大会では、プライド・トルーパーズの6人が一気に脱落したことで「戦力を温存している場合ではないのかもしれません」と焦るが、同時にジレンとトッポに相当期待しているようで、余裕な態度も見せていた。しかし終盤では、ディスポとトッポが脱落したことで流石に焦りを感じ始め、そして残ったジレンも悟空とフリーザによって脱落し、第11宇宙の消滅が決定するが最期は全員潔く消滅した。後に大会で17号が勝利し、超ドラゴンボールの願いによって全員生き返った。
アグ
声 - 高戸靖広
第12宇宙の神。大きな丸顔の容姿。第12宇宙は全王による格付けが4位以内の上位宇宙の一つ。成熟した宇宙を治めながらも向上心を持ち続けており、徳の高い発言を行う。力の大会でさらなる高みを目指すため、そのヒントをつかもうと思っている。漫画版の“未来”トランクス編では直接登場しないが、ゴワスやザマスのセリフで「かつて人間が作ったタイムマシンを第12宇宙の界王神が保管していた」と存在が語られている。

### ゲームオリジナル
時の界王
『ドラゴンボールオンライン』に登場。トランクスにタイムパトロールの任を命じる。
時の界王神
声 - 伊藤かな恵　
『ドラゴンボール ゼノバース』と『ドラゴンボールヒーローズ』に登場。見た目は幼い少女だが、年齢は7500万歳以上。破壊神ビルスには全く頭が上がらない。
クロノア
声 - 伊藤かな恵
『ドラゴンボールヒーローズ』に登場。7500万年前の時の界王神。7500万年前当時は界王の座についていた。

界王神アバター
『ドラゴンボールヒーローズ』に登場。時の界王神に仕えており、ヒーロー、エリート、バーサーカーの3種類が存在する。バーサーカータイプは三人の中で唯一の女性で、関西弁で話している。
キビコロ神
『ドラゴンボールフュージョンズ』に登場。キビト神とピッコロがEXフュージョンで合体した姿。
キビル神
『ドラゴンボールフュージョンズ』に登場。キビト神とビルスがEXフュージョンで合体した姿。

## 用語

### 界王神界
界王神たちが住む世界。空間の規模はあの世とこの世を合わせた空間の約10分の1。世界全体が衛星のように、あの世とこの世の周りを一定の周期で周回しており、世界全土を見守りバランスをとっている。原則的にあらゆる神の頂点に立つ界王神とその付き人、界王神から許可されたもの以外の立ち入りは許されない世界であるが、瞬間移動を使えば許されていない者でも侵入することが可能で、すでに死んでいる者でも肉体を持っていれば入ることができる。空はピンク色で、中心には界王神星が存在している。界王神星は界王神界に存在する唯一の惑星であり、めったなことでは壊れないほど頑丈。そのまわりには無数の小さな太陽が存在している。
『GT』では、スゴロク空間に閉じ込められていた宇宙タヌキの「スー五郎」と「スー小五郎」親子が登場し、物語の中盤以降は界王神界の住人となった。
この世とあの世を構成する大きな玉の下方には魔界王神が存在しており、悪を司っている。力については界王神が上回っているとされる。
『最強ジャンプ』2014年6月号「鳥山明先生 魔人ブウ編（秘）一問一答!」による鳥山明の説明では、界王神の出身地は界王神界とされ、下記の界芯星に関する設定は言及されていない。界王神は誰かがなれるものではなく、最初から界王神としてとして生まれ、3人が交代で勤めるという。現在では2人が勤めているが、不慮の事故で界王神が死んだ場合、現在休止中の界王神が「界王神界」に植物のように生えてくる。何事もなければ、およそ7万5千年ほどが寿命といわれている。

### 界芯星
界芯星（かいしんせい）とは、あの世かこの世のどこかにあるといわれている、界王たちや界王神たちが生まれ育った巨大な界王星のような星。人口は約80人。劇中には登場せず、書籍『DRAGON BALL 超エキサイティングガイド キャラクター編』（2009年4月8日発行）にて鳥山明により設定された。
界王たちや界王神たちはここに生えている巨大な界樹（かいじゅ）に生る木の実から「芯人（しんじん）」として生まれる。芯人たちに男女の性別はない。芯人は学校のような城で様々なことを学びつつ、のんびり暮らしている。平均寿命は7万5千歳ほど。
界王が亡くなると次の界王が芯人の中からクジ引きで選ばれる。ただし、界王神だけはめったにならない特別な金色の実から生まれた芯人から選ばれる。また、たまに悪の心を持った不良芯人もおり、その者たちは魔界王の下に行ってしまうとされている。
上記の通り、『最強ジャンプ』2014年6月号「鳥山明先生 魔人ブウ編（秘）一問一答!」による鳥山明の説明では、界王神の出身地は界王神界とされている。また下記の通り、『ドラゴンボールDAIMA』では界芯星は大魔界にある第2魔界にあるとされているが、彼らは芯人ではなくグリンド人とされている。

### グリンド人
『ドラゴンボールDAIMA』劇中において、界王神たちの種族は大魔界にある第2魔界の界芯星に住んでいたグリンド人であることが判明した。
『ドラゴンボールDAIMA』第10話における説明によれば、グリンド人は数百年に一度、界芯星にあるグリンドの大樹から生まれる。グリンドの大樹は5本あり、ナハレ（界王神）と同じ木から生まれたデゲスは弟、アリンスは姉ということになる。ただし、グリンド人に性別はないので正確には男女の区別はない。水分をとるだけで食事は必要としない。
大昔、良き大魔王に命じられたライムスという超魔人により複数の宇宙が作られ、ライムスによりグリンド人の何人かが宇宙の監視員に選ばれ、界王神として各宇宙に派遣された。その後、ダーブラの先代であるアーブラ大魔王のやり方に反発して、ナハレを含む残ったグリンド人のほとんども宇宙に脱出した。その頃にはグリンドの大樹も全て枯れており、魔界に残る理由がなくなったことも宇宙に移住するきかっけになっている。そのため、グリンド人はいずれ絶滅する運命にあると述べられている。
なお、『ドラゴンボールDAIMA』第10話のグリンド人の説明は、上記の通り、界王神たちやデゲス、アリンスに限られているため、芯人の設定のように界王たちが含まれるかどうかは不明である。

## テーマソング
北の界王のみ。
シャレれば命の泉わくわく!!
シャレれば命の泉わくわく!!2
共に 歌：八奈見乗児（界王） / 作詞・作曲・編曲：岩崎文紀